# Federico Almerares
Federico Almerares (* 2. Mai 1985 in Mar del Plata) ist ein ehemaliger argentinisch-italienischer Fußballspieler.

## Karriere
Der Mittelstürmer Almerares spielte zunächst bei Quilmes AC. Er stieß im Jahr 2003 mit 18 Jahren zu River Plate, bei denen er zusammen mit dem späteren Torwart des FC Basel Franco Costanzo zum Kader der ersten Mannschaft gehörte und gelegentlich auch in der Primera División Argentiniens zum Einsatz kam. Ein Transfer nach Basel wurde möglich, weil Almerares nach Ablauf seines bisherigen Vertrages Ende 2007 den Kontrakt mit River Plate nicht mehr verlängern wollte.
Der 23-jährige Almerares unterschrieb am 7. August 2008 beim FC Basel einen Dreijahresvertrag mit Gültigkeit bis am 30. Juni 2011. In der Saison 2008/09 hatte nur er einen Ligaspiel-Einsatz. In der Saison 2009/2010 spielte er 26-mal, aber da er hinter Alexander Frei und Marco Streller nur Stürmer Nummer drei war, erlaubte der Club einen Wechsel.
Am 31. Januar 2011 wechselte Almerares zu Neuchâtel Xamax, wo er allerdings nach dem zweiten Saisonspiel 2011/12 wegen fehlender Leistung entlassen wurde. Am 29. Juli 2011 ging er zurück nach Argentinien zum Aufsteiger CA Belgrano.

## Titel und Erfolge
FC Basel
- Schweizer Meister: 2010
- Schweizer Cupsieger: 2010